# Іса ібн Салман аль-Халіфа
Іса ібн Салман аль-Халіфа або Іса II (3 червня 1933, Ясра — 6 березня 1999, Манама) — емір Бахрейну, перший глава держави після усунення британського протекторату.

## Біографія
Син правителя Салмана ібн Хамада, батько нинішнього короля Бахрейну Хамада II ібн Іси аль-Халіфа. Успадкував трон правителя 1961 року, 16 грудня 1961 року офіційно зведений на престол. Іса II домагався перетворення британського протекторату Бахрейн на незалежну державу, яку й було проголошено 15 серпня 1971 року, а Іса II узяв титул еміра. 1973 року в Бахрейні вперше відбулись парламентські вибори (виборче право мали тільки чоловіки), однак 1975 року Іса II проголосив Бахрейн абсолютною монархією.
Починаючи з 1986 року уряд Іси II проводив невпинні територіальні суперечки з Катаром через багаті на нафту прикордонні території. У грудні 1998 року Іса II надав США у користування авіабазу для здійснення повітряних атак на Ірак.